# 스레드네고섬
스레드네고섬(러시아어: Острова Среднего, 일본어: 摺手岩 스리데이와[*])은 쿠릴 열도에 위치해 있는 섬이다. 쿠릴 열도 중부의 스렛네바 해협에 있고, 몇 개의 바위로 구성되어 있다. 일본이 지배했을 때는 홋카이도 시무시루 군에 속했다. 현재는 러시아의 사할린주에 속해 있다.